# Lange Rekken
Lange Rekken of kortweg De Rekken is een natuurgebied in het uiterste noordwesten van Tilburg nabij Dongen. Het 32 ha metende gebied is eigendom van Staatsbosbeheer. Het ligt deels ook in de gemeente Gilze en Rijen
Het gebied bestaat uit vochtige weilanden in het Rijensbroek tussen de Flaassendijk, de vroegere loop van de Donge, en het Wilhelminakanaal. In een deel van het gebied zijn populieren, elzen en wilgen aangeplant. Door kwel uit het hogergelegen kanaal groeien hier planten als drijvende waterweegbree, ongelijkbladig fonteinkruid en pilvaren. De rietgors en de waterral broeden er.
Er leeft een populatie van een tiental reeën, verder komen er relatief veel fazanten en vossen voor. De koekoek, de houtduif, de groenling de houtsnip en de roodborsttapuit, de rietgors en de kleine karekiet worden regelmatig waargenomen evenals de blauwe reiger en de purperreiger. Van de roofvogels worden de bosuil, de sperwer en de buizerd gezien. Verder komen verschillende ganzen als doortrekker voor in het gebied. 
Er is door de terreinbeheerder een laarzenpad uitgezet dat vrij te bewandelen is. 
Het beheer is gericht op verschraling van een deel der weilanden, verruiging van een ander deel, en verdrassing van weer een ander deel, zodat het een leefgebied wordt voor amfibieën.
In 2010 wordt het gebied uitgebreid met 19 ha, terwijl ten noorden van het kanaal nog eens 14 ha natuurgebied ontstaat, dit alles in het kader van een natuurcompensatieproject.